# Nortel
Nortel Networks Corporation già conosciuta come Northern Telecom Limited e semplicemente come Nortel, era una multinazionale produttrice di hardware, software e servizi per le telecomunicazioni e le imprese, con sede a Toronto (Canada).

## Storia
Nel 1895, Bell Telephone Company of Canada decise di privatizzare (spin-off) una sua divisione produttiva che costruiva telefoni destinati alla vendita ad altre imprese, nonché altri dispositivi come allarmi antincendio, apparecchi destinati all'installazione in strada per chiamare la polizia e i vigili del fuoco. Questa nuova società fu costituita sotto il nome di Northern Electric and Manufacturing Company Limited. Nel 1900, la nuova società ha iniziato la produzione del suo primo grammofono (modello wind-up), che poteva suonare dischi di vinile. Nel 1913, la società costruì il suo quartier generale e fabbrica principale a Montréal. Nel 1914, l'azienda si fuse con la Imperial Electric per formare Northern Electric, in co-proprietà fra Bell Canada e la società statunitense Western Electric. Per la fine della Prima Guerra Mondiale, Northern Electric era diventato il principale distributore dei prodotti Western Electric in tutto il Canada.
Nel 1998 acquisì la Bay Networks, importante produttore di apparecchiature innovative per ethernet.
Il 14 gennaio del 2009 ha fatto richiesta di fallimento assistito , non ancora completamente definitivo nel 2017.